# Farrukhabad Airport
Farrukhabad Airport är en flygplats i Indien.   Den ligger i distriktet Farrukhābād och delstaten Uttar Pradesh, i den centrala delen av landet, 260 km sydost om huvudstaden New Delhi. Farrukhabad Airport ligger 152 meter över havet.
Terrängen runt Farrukhabad Airport är mycket platt. Runt Farrukhabad Airport är det mycket tätbefolkat, med 1 056 invånare per kvadratkilometer. Närmaste större samhälle är Farrukhābād, 15,1 km nordost om Farrukhabad Airport. Trakten runt Farrukhabad Airport består till största delen av jordbruksmark.